# Anneliese Poppinga

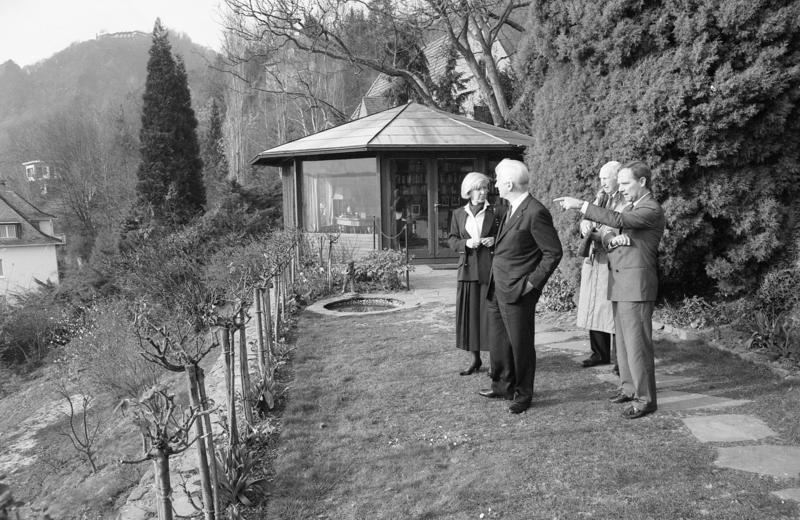
Anneliese Poppinga links neben Richard von Weizsäcker im Garten des Adenauer-Hauses in Rhöndorf (1990)

Anneliese Poppinga (* 3. Oktober 1928 in Lübeck; † 16. April 2015) war eine deutsche Politikwissenschaftlerin und enge Mitarbeiterin Konrad Adenauers.

## Leben
Anneliese Poppinga war die Tochter eines Offiziers aus Lübeck.
Nach dem Abitur ging sie nach London und arbeitete dort bei der deutschen Botschaft, um ihr Studium zu finanzieren. 1951 erhielt sie eine Stelle als Sekretärin im Auswärtigen Amt. 1954 nahm sie das Jurastudium in Bonn auf und arbeitete weiterhin für das Auswärtige Amt. 1955 ging sie für drei Jahre nach Tokio als Sekretärin des deutschen Botschafters Hans Kroll.
1958 begann sie ihre Tätigkeit als Konrad Adenauers Sekretärin im Vorzimmer des Bundeskanzleramts im Palais Schaumburg.
Auch nach Adenauers Rücktritt vom Amt des Bundeskanzlers 1963 blieb sie als wissenschaftliche Assistentin und Mitarbeiterin an dessen vierbändigen „Erinnerungen“ für ihn tätig. Nach Adenauers Tod 1967 kümmerte sie sich um den schriftlichen Nachlass.
1969 nahm sie ihr unterbrochenes Studium wieder auf, studierte in München Politikwissenschaft, Neuere Geschichte sowie Völkerrecht und schloss es 1974 mit der Dissertation über Das Grundsätzliche in der Politik Konrad Adenauers in seinem Selbstverständnis zum Dr. phil. ab. Ihr Doktorvater war Nikolaus Lobkowicz. In der Folge leitete sie das Konrad-Adenauer-Archiv in Rhöndorf und wirkte bis 1990 als Geschäftsführerin der Stiftung Bundeskanzler-Adenauer-Haus. Nach der Pensionierung wurde sie Mitglied im wissenschaftlichen Beirat der Stiftung.
Sie publizierte mehrere Bücher über Konrad Adenauer, darunter auf Anregung von Arnulf Baring ihre Erinnerungen an Adenauers letzte Tage, deren Zeugin sie in seinem Rhöndorfer Haus gewesen war.
Anneliese Poppinga starb am 16. April 2015 in der Nähe von Frankfurt am Main. Sie wurde in Bad Honnef auf dem Neuen Friedhof beigesetzt.

## Auszeichnungen
- 1978: Bundesverdienstkreuz am Bande[6]
- 2010: Ritter der französischen Ehrenlegion[7]

## Veröffentlichungen (Auswahl)
- Meine Erinnerungen an Konrad Adenauer. DVA, Stuttgart 1970, ISBN 3-421-01530-9.
- Konrad Adenauer. Geschichtsverständnis, Weltanschauung und politische Praxis. Deutsche Verlagsanstalt, Stuttgart 1975, ISBN 3-421-01713-1.
- Konrad Adenauer. Eine Chronik in Daten, Zitaten und Bildern. Lübbe, Bergisch Gladbach 1987, ISBN 3-7857-0463-1 (2. Auflage 1996).
- „Das Wichtigste ist der Mut“. Konrad Adenauer – die letzten fünf Kanzlerjahre. Lübbe, Bergisch Gladbach 1994, ISBN 3-7857-0714-2.
- „Seid wach für die kommenden Jahre“. Grundsätze, Erfahrungen, Einsichten. Hrsg. v. Anneliese Poppinga, Lübbe, Bergisch Gladbach 1997, ISBN 3-7857-0693-6.
- Adenauers letzte Tage: Die Erinnerungen seiner engsten Mitarbeiterin. Hohenheim, Stuttgart 2009, ISBN 3-898-50190-6.